# Glee: The Music, Season 4, Volume 1
Glee: The Music, Season 4, Volume 1 là album thứ 13 bởi dàn diễn viên của Glee, bao gồm 13 bài hát trong mùa thứ tư của phim. Album được phát hành vào ngày 27 tháng 11 năm 2012 bởi Columbia Records.

## Lịch sử
Glee: The Music, Season 4, Volume 1 là album nhạc phim đầu tiên của mùa thứ tư, bao gồm các bài hát trong các tập phim từ tập đầu tiên, "The New Rachel", đến tập 8, "Thanksgiving" (phiên bản tiêu chuẩn), hay tập 9, "Swan Song" (phiên bản Deluxe). Phiên bản Deluxe chỉ được phát hành trực tuyến và có sự tham gia của hai khách mời Kate Hudson và Sarah Jessica Parker.

## Danh sách bài hát

### Phiên bản tiêu chuẩn
| STT              | Nhan đề                   | Nghệ sĩ gốc                          | Thời lượng |
| ---------------- | ------------------------- | ------------------------------------ | ---------- |
| 1.               | "It's Time"               | Imagine Dragons                      | 3:46       |
| 2.               | "New York State of Mind"  | Billy Joel                           | 3:43       |
| 3.               | "Give Your Heart a Break" | Demi Lovato                          | 3:31       |
| 4.               | "Mine"                    | Taylor Swift                         | 4:12       |
| 5.               | "The Scientist"           | Coldplay                             | 4:14       |
| 6.               | "Everybody Talks"         | Neon Trees                           | 2:59       |
| 7.               | "Dark Side"               | Kelly Clarkson                       | 3:26       |
| 8.               | "Holding Out for a Hero"  | Bonnie Tyler                         | 4:11       |
| 9.               | "Heroes"                  | David Bowie                          | 3:44       |
| 10.              | "Some Nights"             | Fun.                                 | 4:23       |
| 11.              | "Homeward Bound / Home"   | Simon & Garfunkel / Phillip Phillips | 4:12       |
| 12.              | "Live While We're Young"  | One Direction                        | 3:18       |
| 13.              | "Gangnam Style"           | PSY                                  | 3:39       |
| Tổng thời lượng: | Tổng thời lượng:          | Tổng thời lượng:                     | 46:78      |

### Phiên bản Deluxe
| STT              | Nhan đề                                 | Nghệ sĩ gốc                          | Thời lượng |
| ---------------- | --------------------------------------- | ------------------------------------ | ---------- |
| 1.               | "It's Time"                             | Imagine Dragons                      | 3:46       |
| 2.               | "Americano / Dance Again" (bonus track) | Lady Gaga / Jennifer Lopez           | 3:33       |
| 3.               | "New York State of Mind"                | Billy Joel                           | 3:43       |
| 4.               | "Give Your Heart a Break"               | Demi Lovato                          | 3:31       |
| 5.               | "Mine"                                  | Taylor Swift                         | 4:12       |
| 6.               | "The Scientist"                         | Coldplay                             | 4:14       |
| 7.               | "Everybody Talks"                       | Neon Trees                           | 2:59       |
| 8.               | "Dark Side"                             | Kelly Clarkson                       | 3:26       |
| 9.               | "Holding Out for a Hero"                | Bonnie Tyler                         | 4:11       |
| 10.              | "Heroes"                                | David Bowie                          | 3:44       |
| 11.              | "Some Nights"                           | Fun.                                 | 4:23       |
| 12.              | "Homeward Bound / Home"                 | Simon & Garfunkel / Phillip Phillips | 4:12       |
| 13.              | "Let's Have a Kiki" (bonus track)       | Scissor Sisters                      | 2:57       |
| 14.              | "Live While We're Young"                | One Direction                        | 3:18       |
| 15.              | "Gangnam Style"                         | Psy                                  | 3:39       |
| 16.              | "Somethin' Stupid" (bonus track)        | Frank Sinatra và Nancy Sinatra       | 2:45       |
| Tổng thời lượng: | Tổng thời lượng:                        | Tổng thời lượng:                     | 56:07      |